# Osobjava
Osobjava je selo na poluotoku Pelješcu, Općina Janjina, Dubrovačko-neretvanska županija u Republici Hrvatskoj.

## Geografski položaj
Osobjava se nalazi na 42° 57' 54" geografske širine i 17° 24' 0" geografske dužine. Počevši od prekrasne vale, Osobjava se prostire jugoistočno prema unutrašnjosti Pelješca sa svojih 5 zaselaka: Kudinovići, Bezekovići, Jurinovići, Palaškotići i Vekovići. Na južnoj strani iznad Osobjave diže se brdo Rota, koje u zimskim mjesecima drži selo u sjeni većim dijelom dana. Ovaj fenomen nije toliko izrazit u ljetnim mjesecima. 
Priča se da je Osobjava dobila ime po hladu (Osoja vala) što se je tokom vremena izmijenilo u Osobljava te u današnje ime Osobjava.
Obala je dosta strma i kamenita ali usprkos kršu, neposredno iznad mora bujna vegetacija daje joj jedinstveni izgled. Gledajući prema sjeveru, iz Osobjave otvara se pogled na Luku Ploče i ušće rijeke Neretve.

## Povijest
Pored Stona, reklo bi se da je Osobjava među najstarijim naseljima Pelješca. Postoje arheološki nalazi, brojne gomile za koje se smatra da su bile Staro-Ilirska groblja, a pronađeni su i grobovi u obliku kućica koji upućuju na običaje pokopavanja u doba Starog Rima.
Kada su u 7. stoljeću na more došli Hrvati, pleme Neretvani koje je naselilo dolinu rijeke Neretve ubrzo se je proširilo na okolna područja i logično je da je Osobjava bila, zbog blizine i svojih geografskih osobina, među prvima posjećena. O ranim početcima kršćanstva svjedoči prastaro groblje i temelji drevne kapelice Sv. Martina koja je nažalost danas u ruševnom stanju.
Burna povijest Osobjave počinje priključenjem Pelješca Dubrovačkoj Republici 1333. godine. Radi obrane, ali i zbog pomora koji su zbog kuge bili česti, Dubrovnik je pokušvao naseliti Pelješac većim brojem pučanstva pa je u drugoj polovini 15. stoljeća dozvolio utočište u Osobjavi izbjeglicama iz Bosne i Hercegovine, koji su bježali pred Turcima. Te izbjeglice kao uskoci vraćale su se u dolinu Neretve i tamo pravile odmazde za što je Osobjava bila česta meta napada i pritužbi Dubrovačkoj Republici. Dubrovnik je imao problema s osobjavskim uskocima te je putem raznih mjera i prijetnji rušenjem kuća pokušao uvesti kontrolu, ali ni to nije pomagalo. 
Postupno je Osobjava postajala gnijezdo gusara i izbjeglica s turskih prostora koji su bili stalno u sukobu s domaćim stanovništvom. Postoji legenda koja se još prepričava na Pelješcu kako je Dubrovnik naredio pučanstvu Osobjave da se sakupi u Stonu, ali na prvu nitko se nije odazvao, zato je kasnije pomoću trika pučanstvo namamljeno prema Stonu i dok su ljudi hodali bila je većina grupe iz zasjede masakrirana na Mutnom Dolu u predjelu Crna Gora. Nakon toga većina preostalog pučanstva raselila se je po drugim selima Pelješca, uglavnom oko Stona. Ipak Osobjavci su se konačno koncem 16. stoljeća integrirali u Dubrovački način života i prekinuli veze s područjem svoga podrijetla uzduž rijeke Neretve.
Po broju stanovnika Osobjava je dostigla svoj vrhunac pri kraju 19. i početkom 20. stoljeća, kad su se mnogi Osobjavci iselili u Sjevernu i Južnu Ameriku, a kasnije i u Afriku.
Za vrijeme Drugog svjetskog rata, točnije 23. listopada 1943. Osobjava je doživjela ponovni masakr, kad je okupatorska vojska nakon invazije iz Ploča spalila selo skoro do temelja. Toga dana strijeljano je 35 osoba, pretežno muškaraca, ali među njima bilo je žena i djece. Nakon toga nastao je novi val iseljavanja i Osobjava se nikad više nije potpuno oporavila i danas ima jedva 30 stanovnika. Mnoge kuće ostale su u ruševinama, a većina onih koje su bile popravljene su opustjele. U studenome 1943. njemački nacistički vojnici do temelja su spalili crkvu sv. Ivana te uništili sve osim kipova u crkvi Gospe od Zdravlja.

## Stanovništvo
Osobjava je počela polako ponovno rasti, prirodno, počevši od svoje Vale pa prema Kudinovićima. To su uglavnom vikendice, ali ipak selo donekle oživi tokom ljeta. 
Osobjavaca ima raseljenih diljem svijeta sa sigurnošću se zna na 5 kontinenta: Europi, Sjevernoj Americi, Južnoj Americi, Africi i Australiji. U Južnoj Americi potomci Osobjavaca su najbrojniji naročito u Boliviji, Argentini i Čileu a ima ih i u Brazilu.
U mjestu prema popisu stanovništva iz 2001. godine obitava 37 stanovnika.
| broj stanovnika | 228   | 217   | 196   | 169   | 191   | 202   | 215   | 191   | 98    | 91    | 90    | 84    | 52    | 47    | 37    | 36    | 61    |
|                 | 1857. | 1869. | 1880. | 1890. | 1900. | 1910. | 1921. | 1931. | 1948. | 1953. | 1961. | 1971. | 1981. | 1991. | 2001. | 2011. | 2021. |